# John Linnell
John Sidney Linnell (nascido em 12 de junho, 1959, Nova Iorque)  é um músico americano. Junto com John Flansburgh, é membro da banda They Might Be Giants. Além de cantar e compor, ele toca acordeão, saxofone barítono e baixo, clarinete e teclado para o grupo. As letras de Linnell são talvez mais conhecidas pela inclusão de assuntos incomuns e jogos de palavras. Temas persistentes incluem envelhecimento, comportamento delirante, relacionamentos ruins, morte e a personificação de objetos inanimados. Por outro lado, as melodias que as acompanham geralmente são empolgadas e otimistas.

## Biografia
John Linnell nasceu em Nova York ,filho de Zenos Linnell, um psiquiatra, e de Kathleen. Quando Linnell era criança, o álbum de Walt Kelly Songs of the Pogo causou uma forte impressão em suas sensibilidades musicais. O álbum continha letras baseadas fortemente em trocadilhos e jogos de palavras, que Linnell apreciava. Em particular, ele lembra Lines over a Tranquil Brow, que mais tarde se tornaram parte do repertório dos shows do They Might Be Giants.

### Carreira
John Linnell  conheceu John Flansburgh, com quem fundaria a banda They Might Be Giants, no ensino médio, em Lincoln, Massachusetts. Começaram a escrever canções juntos enquanto frequentavam a escola secundária, mas não formaram uma banda naquele momento.
Ambos foram para faculdades diferentes (Linnell fez um semestre de Inglês na Universidade de Massachussetts, Amherst;  Flansburgh frequentou o Pratt Institute) e depois Linnell se uniu ao grupo musical The Mundanes, que contava com seis membros: John Andrews, Marsha Armitage, Jonathan Gregg, John Linnell, Dean Lozow, e Kevin Tooley.
Os dois Johns se reuniram em 1981 depois de se mudarem para o Brooklyn (no mesmo edificio de apartamentos no mesmo dia) para continuarem com suas carreiras.
A partir de 1994, Linnell fez um trabalho solo: naquele ano, ele lançou o EP State Songs, que ele expandiu para um álbum completo em 1999. O conceito do projeto State Songs é intencionalmente enganoso: estados dos EUA são representados por títulos de cada canção, mas têm muito pouco a ver com suas narrativas reais. "Montana", por exemplo, é sobre as divagações insanas de alguém que está prestes a morrer; "Idaho" explora uma famosa história de rock em que John Lennon, tendo consumido drogas alucinógenas, acreditava que poderia dirigir sua casa; "South Carolina" é sobre ficar rico como resultado de um acidente de bicicleta.
Outros projetos paralelos incluem o lançamento limitado House of Mayors, EP de 1996 através de Hello CD of the Month Club e em 1997 um flexi disc da canção "Olive the Other Reindeer" acompanhamento de cópias promocionais dos livros infantis, Olive, the Other Reindeer. Linnell também apareceu como um músico convidado - muitas vezes como um acordeonista - em uma série de esforços musicais de outros artistas, incluindo os trabalhos de Suzanne Vega, Days of Open Hand e Grown Backwards, de David Byrne.
Linnell forneceu a voz cantando para o personagem "Outro Pai" do filme Coraline, em 2009, para o qual They Might Be Giants escreveu "Other Father Song", que foi incluída na trilha sonora.